# Мала Порожня
Мала Поро́жня (рос. Малая Порожняя) — річка в Республіці Комі, Росія, права притока річки Печора. Протікає територією Троїцько-Печорського району.
Річка починається на південно-східних схилах хребта Яни-Пулуньєр, протікає на південь та південний захід.